# Ronchi (médecine)
Pour les articles homonymes, voir Ronchi.
Les ronchi (pluriel de ronchus du latin rhonchus ou en grec ancien ρόνχος/ronchos désignant un ronflement) sont des signes recueillis lors de l'auscultation des poumons avec un stéthoscope.
Ce sont des râles ronflants essentiellement expiratoires.
De tonalité plus grave que les sibilants, ils sont dus aux vibrations des sécrétions sur la paroi bronchique et sont modifiés (et peuvent même disparaître) par la toux.
Ils sont perçus typiquement dans l’asthme et la broncho-pneumopathie chronique obstructive (BPCO).
Les ronchi sont classés R09.8 dans la classification internationale des maladies (CIM 10) et 786.7 dans la CIM--9.